# Chiến tranh Israel – Hamas
Ngày 7 tháng 10 năm 2023, các nhóm chiến binh Palestine do Hamas dẫn đầu đã phát động một cuộc xâm lược và tấn công quy mô vào Israel từ Dải Gaza, vượt qua hàng rào Gaza–Israel và vượt qua các cửa khẩu biên giới Gaza, các thành phố lân cận của Israel, các cơ sở quân sự lân cận và các khu định cư dân sự. Hamas gọi chiến dịch này Chiến dịch Bão táp Al-Aqsa (Operation Al-Aqsa Storm) trong khi Israel gọi cuộc phản công của mình là Chiến dịch Những thanh gươm sắt (Operation Iron Swords). Đây là cuộc xung đột trực tiếp đầu tiên trong phạm vi ranh giới của Israel kể từ cuộc chiến tranh Ả Rập-Israel năm 1948. Sự thù địch bắt đầu vào sáng sớm với tấn công bằng tên lửa vào lãnh thổ của Israel và các cuộc xâm nhập bằng phương tiện vận chuyển vào lãnh thổ Israel, với một số cuộc tấn công vào các cộng đồng dân sự Israel xung quanh và các căn cứ quân sự của Israel. Một số nhà quan sát coi những sự kiện này là sự khởi đầu của một intifada của người Palestine thứ ba. Lần đầu tiên kể từ chiến tranh Yom Kippur năm 1973, Israel chính thức tuyên chiến.
Sau khi giải phóng lực lượng Hamas khỏi các khu vực bị ảnh hưởng, Israel đáp trả bằng các cuộc không kích vào Dải Gaza. Liên Hợp Quốc báo cáo rằng khoảng 423.000 người Palestine, hơn 1/5 dân số Gaza, đã phải di dời trong nước. Lo ngại về một cuộc khủng hoảng nhân đạo càng gia tăng sau khi Israel cắt nguồn cung cấp lương thực, nước, điện và nhiên liệu cho Dải Gaza, nơi vốn đã bị cả Ai Cập và Israel phong toả. Đã có nhiều thường dân thiệt mạng và có nhiều cáo buộc về tội ác chiến tranh. Trên bình diện quốc tế, các cuộc biểu tình xảy ra ở nhiều địa điểm và tội phạm căm thù ngày càng gia tăng. Thông tin sai lệch về chiến tranh đã được lan truyền trên mạng.
Ít nhất 44 quốc gia đã lên án Hamas và coi các chiến lược của tổ chức này là khủng bố, tuy nhiên các chủ thể trong khu vực như Qatar, Ả Rập Xê Út, Kuwait, Syria, Iran và Iraq lại quy trách nhiệm cho Israel. Nhiều quốc gia kêu gọi giảm căng thẳng. Một cuộc xung đột đã được báo cáo giữa Hezbollah và các chiến binh Palestine ở Liban và lực lượng Israel vào ngày 8 và 9 tháng 10. Hoa Kỳ triển khai một nhóm tác chiến tàu sân bay đến Đông Địa Trung Hải, và Đức tuyên bố sẽ bắt đầu cung cấp viện trợ quân sự cho Israel.